# تاكاو أوريي
تاكاو أوريي (折井 孝男) هو لاعب كرة قدم ياباني سابق ومدرب، شارك.